# Lebakwana
Lebakwana is een bestuurslaag in het regentschap Serang van de provincie Banten, Indonesië. Lebakwana telt 6141 inwoners (volkstelling 2010).